# Turn to Stone
Turn to stone is een single van het album Out of the Blue uit 1977 van Electric Light Orchestra.
Het nummer is geschreven door Jeff Lynne. De single bereikte de 1e plaats in Canada en de 13e in de Verenigde Staten. Het nummer werd opnieuw uitgebracht door Jeff Lynne in 2012 op het album Mr. Blue Sky: The very best of Electric Light Orchestra.
In Nederland werd de plaat een bescheiden hit en bereikte de 11e positie in de Nederlandse Top 40 en de 23e positie in de Nationale Hitparade.

## Trivia
Het nummer is ook gebruikt in de science-fictionserie Doctor Who, in de aflevering Love & Monsters uit 2006. In deze aflevering werden ook een twee andere nummers van ELO gebruikt: Mr. Blue Sky en Don't bring me down.
Het nummer is ook gebruikt in de film Detroit rock city.

## Hitlijsten

### NPO Radio 2 Top 2000
| Nummer met noteringen in de NPO Radio 2 Top 2000 | '00  | '01 | '02  | '03  | '04  | '05  | '06  | '07 | '08  | '09  | '10  | '11  | '12  | '13  |
| ------------------------------------------------ | ---- | --- | ---- | ---- | ---- | ---- | ---- | --- | ---- | ---- | ---- | ---- | ---- | ---- |
| Turn to Stone                                    | 1298 | 954 | 1489 | 1255 | 1768 | 1598 | 1769 | -   | 1842 | 1794 | 1818 | 1999 | 1930 | 1941 |

1. ↑  Een '-' betekent dat het nummer niet was genoteerd en een vetgedrukt getal geeft de hoogste notering aan.
2. ↑  2000 was het eerste jaar met een notering voor dit nummer.
3. ↑  Deze tabel is bijgewerkt tot en met de laatste editie (2024).

Jeff Lynne
Roy Wood · Bev Bevan · Bill Hunt · Steve Woolam · Rick Price · Richard Tandy · Mike Edwards · Wilfred Gibson · Hugh McDowell · Andy Craig · Colin Walker · Mike de Albuquerque · Mik Kaminski · Louis Clark · Kelly Groucutt · Melvyn Gale · Dave Morgan · Martin Smith · Marc Mann · Matt Bissonette · Gregg Bissonette · Peggy Baldwin · Sarah O'Brien · Rosie Vela